# Robin Milford
Robin Humphrey Milford (født 22. Januar 1903 i Oxford – død 29. December 1959 i Lyme Regis, England) var en engelsk komponist, lærer, pianist, organist og fløjtenist.
Milford studerede klaver og fløjte på forskellige musikskoler som ung, og studerede senere komposition på Det Kongelige Musikkonservatorium i London (1921-1926) hos Ralph Vaughan Williams og Gustav Holst. Han har skrevet en symfoni , orkesterværker, kammermusik, koncertmusik, operaer etc. Han er stærkt påvirket af Ralph Vaughan Williams i sin kompositionsstil, og var nær ven med komponisten Gerald Finzi. Han underviste på forskellige musikskoler i England såsom Ludgrove Scholl of Music og Downe House School. Han begik selvmord ved intagelse af en overdosis af aspiriner d. 29 december 1959, efter sorg over Gerald Finzi´s og Ralph Vaughan Williams død, og sit eget skrøbelige helbred.

## Udvalgte værker
- Symfoni (1933) (tilbagetrukket 1956) - for orkester
- Violinkoncert (1937) - for violin og orkester
- Koncert i E (1955) - for klaver og strygeorkester
- Concerto Grosso (1936) - for orkester